# Primera División Uruguaya 1901
Il campionato di Primera División Uruguaya 1901 fu il secondo torneo ufficiale nella storia del calcio uruguaiano. Il torneo fu un campionato con incontri di andata e ritorno in cui parteciparono cinque squadre all'incomporarsi la squadra del Club Nacional de Football. Il campione fu vinto per la seconda volta consecutiva dal CURCC. La vittoria del titolo non si celebrò perché i dirigenti della squadra campione stavano in lutto per la morte della Regina Vittoria. Da questa stagione cominciò la grande rivalità tra le squadre del CURCC e il Nacional che già da questa stagione lottarono fino all'ultima giornata per conseguire il titolo di campione. Non vi furono retrocessioni.

## Classifica finale
|                    | Pos. | Squadra                 | Pt | G | V | N | P | GF | GS | DR  |
| ------------------ | ---- | ----------------------- | -- | - | - | - | - | -- | -- | --- |
| Uruguay (bandiera) | 1°   | CURCC                   | 15 | 8 | 7 | 1 | 0 | 30 | 4  | 26  |
|                    | 2°   | Nacional                | 12 | 8 | 5 | 2 | 1 | 15 | 8  | 7   |
|                    | 3°   | Uruguay Athletic        | 7  | 8 | 3 | 1 | 4 | 11 | 16 | -5  |
|                    | 4°   | Deutscher Fussball Klub | 3  | 8 | 1 | 1 | 6 | 5  | 19 | -14 |
|                    | 5°   | Albion                  | 3  | 8 | 1 | 1 | 6 | 3  | 17 | -14 |

G = Partite giocate; V = Vittorie; N = Nulle/Pareggi; P = Perse; GF = Goal fatti; GS = Goal subiti; 

## Classifica marcatori
| Gol |  |  | Giocatore | Squadra |
| --- |  |  | --------- | ------- |
| 6   |  |  | Juan Pena | CURCC   |